# Eddie Giacomin
Edward Giacomin, född 6 juni 1939 i Sudbury, Ontario, är en kanadensisk före detta professionell ishockeymålvakt. Giacomin spelade för New York Rangers och Detroit Red Wings i NHL åren 1965–1978. 
Eddie Giaomin valdes till NHL First All-Star Team två gånger, säsongerna 1966–67 och 1970–71. Säsongen 1970–71 vann han även Vezina Trophy tillsammans med lagkamraten och målvaktskollegan Gilles Villemure. 
Giacomins tröjnummer är pensionerat. Vilket är en av fem nummer genom klubbens långa historia. Endast Giacomins nummer 1, Mark Messiers nummer 11, Mike Richters nummer 35, Rod Gilberts nummer 7 samt Henrik Lundqvists nummer 30, har pensioneras av New York-klubben.
1987 valdes Giacomin in i Hockey Hall of Fame.

## Meriter
- NHL First All-Star Team – 1966–67 och 1970–71.
- NHL Second All-Star Team – 1967–68, 1968–69 och 1969–70.
- Vezina Trophy – 1970–71, tillsammans med Gilles Villemure